# Trombocitni faktor rasta
Trombocitni faktor rasta (PDGF,engl. platelet-derived growth factor) - faktor rasta koji se oslobađa iz trombocita tijekom procesa zgrušavanja krvi i koji potom potiče proliferaciju fibroblasta.